# Gautam Adani
Pour les articles homonymes, voir Adani (homonymie).
Gautam Shantilal Adani, né le 24 juin 1962 à Ahmedabad dans le Gujarat (Inde), est un milliardaire indien. Il est le président et fondateur du groupe Adani, conglomérat basé à Ahmedabad et spécialisé dans la négociation de matières premières et les infrastructures.
Il est aussi président de la Fondation Adani. En octobre 2021, il est considéré comme l'homme le plus riche de l'Inde avec un capital estimé à 74,8 milliards de dollars américains par le magazine Forbes.
En août 2022, il devient la troisième personne la plus riche du monde et la première d'Asie, avec un capital de 137,4 milliards de dollars américains selon l'indice Bloomberg.
Toutefois, en janvier 2023, Hindenburg publie un rapport d'enquête de 400 pages qui accuse Gautam Adani de manipulations comptables et d'investissements à hauts risques,.
En quelques jours, la valeur du groupe Adani perd 100 milliards de dollars et Gautam Adani perd le soutien de nombreux financiers et se retrouve donc à la vingt-sixième place du classement en mars 2023,.

## Biographie

### Jeunesse
Gautam Adani naît dans une famille de 8 enfants ; son père est un petit marchand de textile du Gujarat.

### Carrière
Dès l'âge de 18 ans, il va à Bombay pour polir des diamants. Son frère aîné le recrute pour créer une petite entreprise de fabrication de plastique, mais il rencontre des difficultés d'approvisionnement en polymères dues aux quotas imposés par le gouvernement.
En 1985 se produit ce qu'il appelle le premier tournant de sa carrière, lorsque le gouvernement supprime les quotas d'importation. Il peut dès lors se lancer dans le négoce.
En 1994, il décroche un contrat de gestion du port de Mundra. En 1995 se produit le second tournant, lorsqu'il décide de se lancer dans les activités portuaires. Ami du ministre en chef du Gujarat, Narendra Modi, il obtient de celui-ci en 2001 les droits d’exploitation de l’infrastructure située sur la rive nord du golfe de Kutch pour une durée de trente ans. En 2003, Modi lui accorde l’autorisation de créer une zone économique spéciale, exempte notamment des règles communes de fiscalité, ce qui va lui permettre de considérablement accroitre sa fortune.
Il devient alors un spécialiste de l'import-export. Il importe des produits pétroliers, du charbon, et des produits agricoles, notamment des fruits. Au début de la décennie 2000-2010, il devient le plus gros importateur de charbon d'Inde. En 2006 il commence à construire des centrales électriques au charbon. Pour sécuriser l'approvisionnement, il achète 2 mines de charbon en Australie entre 2009 et 2012. En même temps, il réalise de la spéculation immobilière dans de grandes villes d'Inde.
Proche de Narendra Modi, il effectue son ascension dans les pas de celui-ci. Entre 2002 et 2014, alors que Narendra Modi dirige le Gujarat, le patrimoine de Gautam Adani passe de 70 millions à 7 milliards de dollars. Son groupe est appuyé par l’État pour l'attribution des licences ou la signature des contrats.
En 2019, le gouvernement du Premier ministre Narendra Modi engage un vaste programme de privatisation des aéroports. Le groupe Adani, qui n'a aucune expérience dans le domaine, obtient six infrastructures et au courant de la même année s'est lancé à la conquête de l'Afrique où il voit un fort potentiel dans l'immobilier, l'agriculture et les nouvelles technologies.
En 2020, Adani acquiert les parts de l’opérateur GVK dans l’aéroport de Bombay, grâce à la pression exercée par l’agence gouvernementale de répression des fraudes et du Bureau central d’enquête sur GVK, qui refusait de vendre.
En mai 2020, il gagne un contrat relatif à la création de la plus importante centrale d'énergie solaire photovoltaïque du monde.s[pas clair]
En mai 2022, la famille Adani achète Ambuja Cements pour 10,6 milliards de dollars.
En août 2022, il déclare vouloir acquérir RRPR Holding qui possède 29 % de NDTV, une chaîne de médias connue pour son opposition au gouvernement de Narendra Modi. Ce projet suscite une vague de protestations puisqu'il est lui-même un ami personnel de Narendra Modi. Si ce projet aboutissait, la plupart des médias indiens seraient alors entre les mains de proches du premier ministre.
En septembre 2022, il est la 2e fortune mondiale, avec 148 milliards de dollars, valeur calculée sur la base de la capitalisation boursière de son conglomérat, toutefois très endetté. Toutefois, sa fortune baisse fortement après les accusations de corruption de novembre 2024, le reléguant selon Forbes au 25e rang mondial avec un montant net de 57,5 milliards de dollars le 21 novembre 2024.

### Vie privée
Il est marié à une femme originaire de Bombay, prénommée Priti, avec laquelle il a 2 fils. L'aîné, Karan, dirige les opérations aéroportuaires du groupe.
Il a fait l'objet d'une prise d'otage en 2008. Il a échappé à un attentat terroriste à Bombay, qui fit 188 morts le 26 novembre 2008, en se réfugiant dans la cave de l'hôtel Taj Mahal Palace.

## Affaires judiciaires

### Accusations de corruption
En novembre 2024, Gautam Adani est inculpé par la justice américaine pour corruption. Il aurait notamment proposé plus de 200 millions d'euros à un fonctionnaire qu'il aurait personnellement rencontré trois fois, pour que l'un des États de l'Inde achète 7 GW d'électricité provenant de ses centrales solaires. Les États-Unis interviennent du fait qu'il a caché ce mécanisme de corruption aux investisseurs américains.
Ce système de corruption lui vaut d'être inculpé par la justice américaine, entraînant de fortes difficultés pour son groupe. En quelques jours, selon un communiqué, le groupe enregistre une perte de près de 55 milliards de dollars dans la capitalisation boursière de ses 11 entreprises cotées. Le chef de l'opposition, Rahul Gandhi, exige alors « l'arrestation immédiate » de Gautam Adani et l'ouverture d'une enquête parlementaire sur les activités de son entreprise.
La suspension de la législation sur la corruption par Donald Trump le 10 février 2025 permet d'envisager un scénario favorable à l'issue de la procédure enclenchée contre Gautam Adani.

## Critiques

### Rapport Hindenburg
Le Fonds Hindenburg, spécialiste dans la vente à découvert, publie en janvier 2023 un rapport accusant Adani de fraude comptable, de fourniture de fausses informations et d'investissements à haut risque. En quelques jours, la valeur du groupe Adani s'écroule de près de 100 milliards de dollars,. Selon le Financial Times, TotalEnergies, qui a investi avec Adani, aurait perdu près de trois milliards de dollars dans cet investissement. Au Parlement indien, le parti au pouvoir, le Bharatiya Janata Party (BJP), refuse la demande de l'opposition de créer un groupe parlementaire chargé d’enquêter sur les allégations de fraude.

### Atteintes à l'écologie et attitude asociale
Gautam Adani est très critiqué par les défenseurs de l’environnement, des populations tribales et des paysans. Ces derniers brûlent son effigie lors des manifestations de 2020-2021 contre la libéralisation des marchés agricoles.